# Källkult
Källkult innebär dyrkan av källor (heliga källor). Dyrkan av vatten i allmänhet går långt tillbaka i tiden. Denna kult, liksom all annan naturdyrkan, bottnar i en animistisk uppfattning, och man torde få söka sig ända ned i den paleolitiska stenåldern för att finna dess rötter.
Ofta förekommer dylika vatten eller källor i samband med gudadyrkan. De flesta tempel under den klassiska forntiden hade i sin närhet en helig källa. Man offrade i källan och tvådde sig, innan man inträdde i helgedomen. Men man offrade även i källor som inte stodo i samband med något tempel. Horatius skildrar ett dylikt offer i ett av sina oden (II, 13). Många källor dyrkades på grund av sitt hälsobringande vatten, andra källor var ett slags orakel, som gav svar på framställda frågor. Det fanns en rad olika egenskaper, som kunde föranleda, att en källa helighölls.
Då kristendomen framgick som segrare och blev statsreligion, hade den bland annat till uppgift att utrota alla hedniska föreställningar eller, om detta inte lät sig göra, att klä om dem till kristna. Otaliga var de strider, som kyrkan utkämpade mot dem, som dyrkade källor och vatten. Konciliet i Arles (452) förbjöd brännandet av ljus vid källor och träd; Sankt Elygius gjorde detsamma 586, och många sådana förbud skulle kunna framletas från skilda tider och länder. Men fortfarande samlas folket på vissa dagar, olika hos olika länder och folk, och utövar sin urgamla källkult under varjehanda förlustelser.
I Sverige är källkult och vattenkult urgamla företeelser: Blotkällan vid Uppsala tempel omtalas av samtida. Den omständigheten, att så många offerkällor (så kallas de heliga källorna allmänt i Sverige) ofta ligger i närheten av kyrkor, antyder att de även hos våra hedniska förfäder stått i samband med deras kult, då kyrkorna så ofta byggts upp på gamla kultplatser. Även hos oss "kristnades" källorna, i det att man tog dem i anspråk för den nya religionen; "hednaapostlarna" hade döpt i dem, så finns mer än en S:t Sigfrids källa i Småland, och i Södermanland är S:t Eskils källa känd. Andra helgonnamn förekomma även, såsom S:t Lars källa (Närke). Oftast förekommer måhända S:t Olofskällor, eftersom Olof den helige var den gamle Tors kristna arvtagare, och Torskulten var mycket utbredd. Ibland satte man endast ett "sankt" eller "helig" framför det ursprungliga gudanamnet, såsom Sankt Thores källa, väster om Södertälje, och Helga Tors källa, i Skatelövs socken i Småland.
Reformatorerna ivrade med all kraft mot det, som de ansåg, "papistiska ofog", som bedrevs vid en del källor. Olaus Petri upprättade en förteckning över de mest besökta, och ärkebiskop Laurentius Petri skrev 1568 till biskopen i Strängnäs, att han skulle förebygga sådana missbruk "såsom ljus, mässande, korskyssande medh mehra", vilket allt bedrivits vid S:t Eskils källa "af en ifrån Engeland vid namn Guilhelm Molteck, som sagdt sigh hafva sina förfäder i Sverige". Den måhända ryktbaraste källan i Sverige var den som var belägen vid Svinnegarns kyrka (Uppland); den benämns såväl S:t Sigfrids källa som Helga Korskällan. Ett stort krucifix, som stått vid källan, lär ärkebiskopen 1544 ha låtit föra till Uppsala och där bränna.
Det är framför allt en dag om året, då folket samlar sig kring och offrar i källan. I Sveriges sydligaste provinser är det företrädesvis midsommaraftonen, som källorna draga till sig sina trogna skaror; i mellersta Sverige är det trefaldighetsaftonen, som är helgad åt källkulten. Ofta kallas källorna i dessa trakter för trefaldighetskällor. Badande eller tvagning i källan eller drickande av dess vatten jämte ett offer av penningar och dylikt, som oftast kastades ner i källan, är det ceremoniel som förekommer vid källorna. Källorna var ofta rikt smyckade med löv och blommor.